# Proclamação de Rebelião

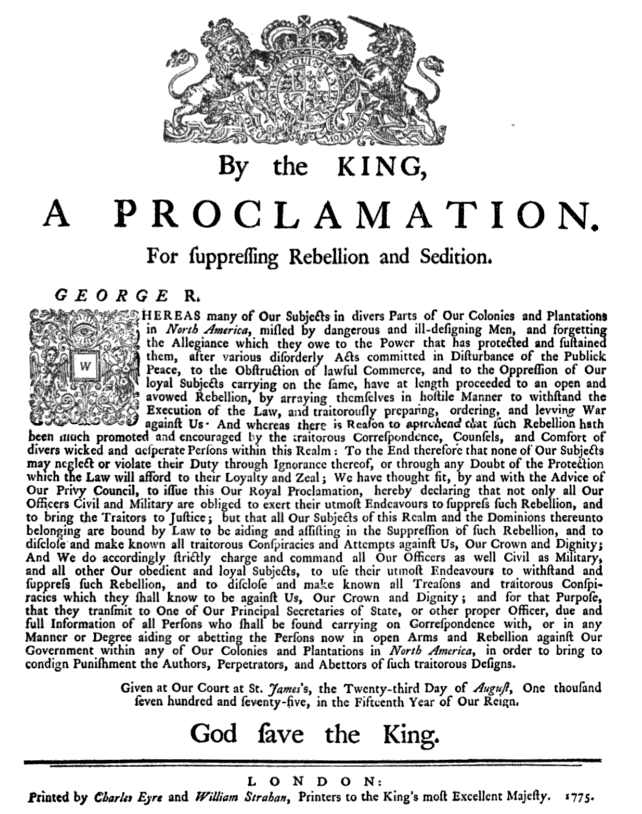
Proclamação de Rebelião emitida pelo Rei George em 23 de agosto de 1775

A Proclamação da Rebelião, oficialmente intitulada A Proclamation for Suppressing Rebellion and Sedition, foi a resposta de Jorge III às notícias da Batalha de Bunker Hill no início da Revolução Americana. Emitido em 23 de agosto de 1775, declarou elementos das colônias americanas em estado de "rebelião aberta e declarada". Ordenou aos funcionários do império "que envidassem todos os esforços para resistir e reprimir tal rebelião". A proclamação de rebelião de 1775 também encorajou os súditos de todo o império, incluindo os da Grã-Bretanha, a denunciar qualquer pessoa que praticasse "correspondência traidora "com os rebeldes a serem punidos.